# První nádvoří Pražského hradu
První nádvoří Pražského hradu je jedno ze čtyř nádvoří na Pražském hradě. Má podobu čestného dvora a tvoří slavnostní západní vstup z Hradčanského náměstí do Hradu.
Vstupuje se tzv. "Bránou Titánů" (často mylně "Gigantů") v rokokové mříži se sousoším Souboj Titánů na pilířích a pokračuje raně barokní Matyášovou bránou směrem na II. nádvoří. Budovy okolo nádvoří pocházejí z období přestavby Pražského hradu za Marie Terezie.
Nádvoří představuje nejen hlavní vstupní prostranství pro četné turisty a návštěvníky hradu, ale také prostor pro ceremoniální uvítání oficiálních státních návštěv a hostů prezidenta České republiky za účasti Hradní stráže. Ta také zajišťuje nepřetržitou čestnou stráž před vstupem na nádvoří, tvořenou dvojicí vojáků.
Známé jsou fotografie nádvoří z přijímání nezvané návštěvy Adolfa Hitlera.

## Historie

Vstupní brána Pražského hradu na fotografii z doby rakousko-uherské monarchie, rok 1905.

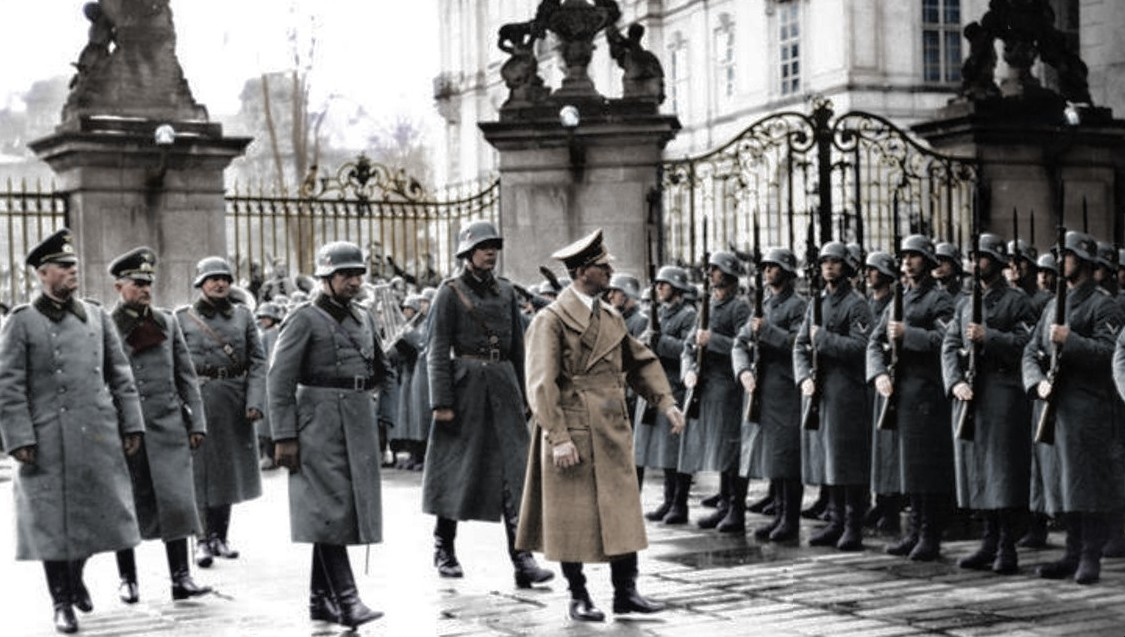
15. března 1939, Adolf Hitler na I. hradním nádvoří

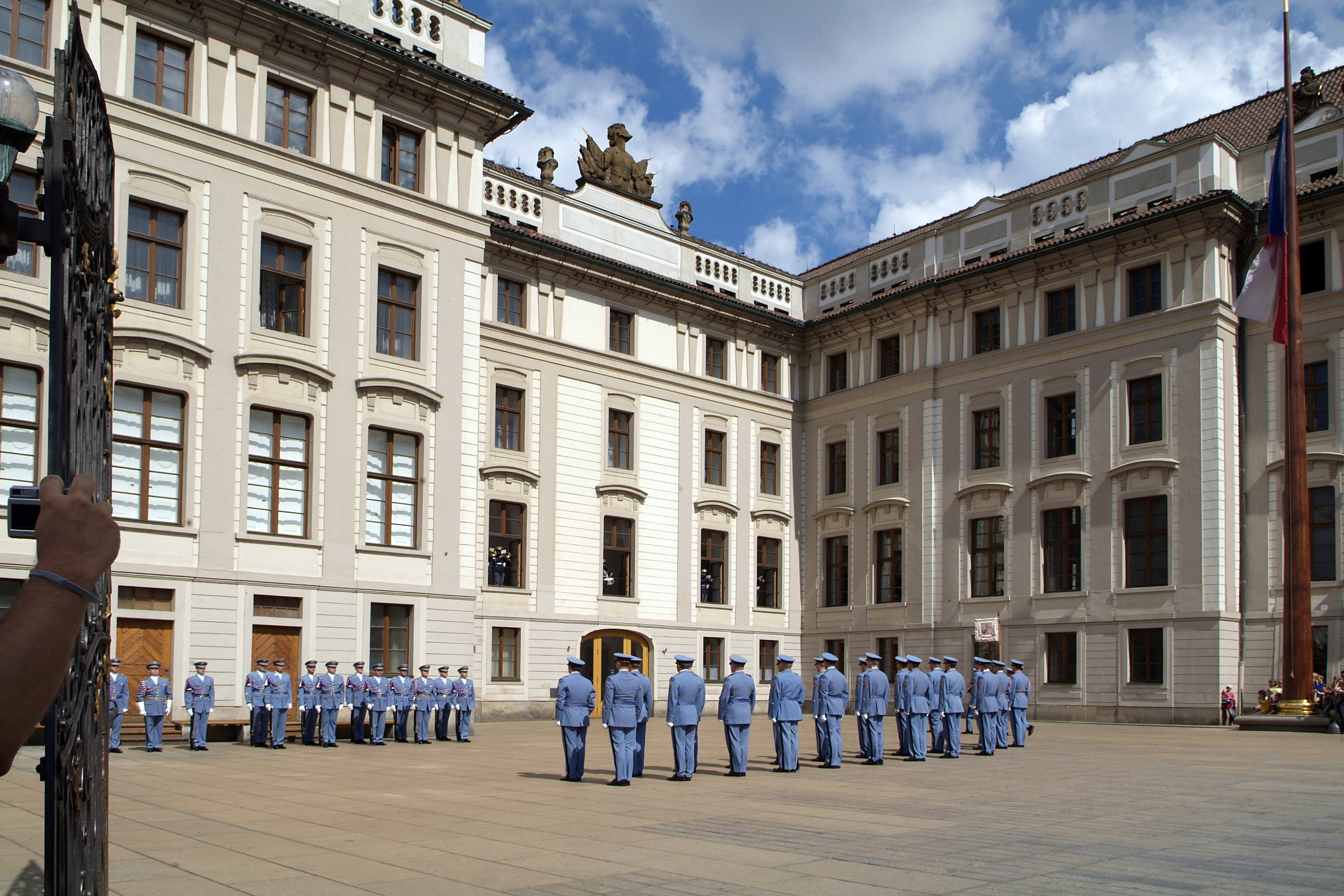
Střídání hradních stráží

Prostor dnešního Prvního nádvoří byl na západě od dnešního Hradčanského náměstí původně oddělen roklí. V raném středověku, snad kolem poloviny 9. století, bylo zřejmě osídlení hradčanské ostrožny rozšířeno až k této rokli. Odpovídá tomu i o něco pozdější umístění prvního kostela v západní části areálu.
Po prvním, valovém opevnění hradiště za Spytihněva I. (895-915) se plocha I. nádvoří stává součástí západního předhradí. Rokle posilovala obrannou funkci opevnění. Přestavbou hradiště na kamenný hrad, zahájenou Soběslavem I. v roce 1135, pokračuje pokles významu západního předhradí, které se ocitá mimo obvod kamenných hradeb. Za Přemysla Otakara II., před rokem 1278, je předhradí přeměněno na mohutný systém opevnění s dvěma novými vyzděnými hradními příkopy. V pozdně gotické době byla na jihu doplněna dělostřelecká bašta.
Ve stavebně bouřlivé době Rudolfínské vzniká nádvoří, značně odlišné od toho dnešního. Jedinou dochovanou viditelnou stavbou je Matyášova brána. Za ní vlevo byl dům nejvyššího komořího, vpravo slavnostní schodiště do nově vybudovaného císařského paláce. Na západní straně byly od severu: hradní zbrojnice, vstup s můstkem přes příkop (rokli), dům šacmistra (správce sbírek) a bašta.
Dnešní podobu získalo nádvoří v letech 1759-1769 tereziánskou úpravou architekta Nicolò Pacassiho. Nádvoří bylo obklopeno nově vybudovaným trojkřídlým traktem a na západě uzavřeno ozdobnou mříží. Po vzniku republiky plánoval Josip Plečnik „habsburskou“ Matyášovu bránu uzavřít a hlavní trasy vést průjezdy vpravo do centrálních prostor Hradu a severně na IV. nádvoří ke Španělskému sálu. Došlo však jen k úpravám v okolních budovách a vybudování nové dlažby a vlajkových stožárů.

## Budovy a objekty
- Matyášova brána z počátku 17. století, zastavěná do vstupního křídla, které její ústřední polohu zdůrazňuje výzdobou na atice a dvojicí mělkých risalitů.
- Vstupní křídlo zbudované symetricky kolem nádvoří Nicolò Pacassim v 18. století. Na střeše zdobí atiky postavy s vojenskými trofejemi z dílny I. F. Platzera (kopie). Z průjezdu za Matyášovou branou se vstupuje vpravo na schodiště do representativních prostor jižního křídla, vlevo do Plečnikovy Sloupové síně. V koutě vpravo průjezd na II. nádvoří k presidentskému bytu.
- Jižní tzv. výběžek vstupního křídla, v přízemí dveřmi průhled k Zámeckým schodům skrz Plečnikův malý prosklený vyhlídkový sál, kde byla v roce 1996 vystavena rakev Olgy Havlové. V patře bydlel po své abdikaci Ferdinand V., dnes byt pro státní návštěvy.
- Severní tzv. výběžek vstupního křídla s uzavřeným průjezdem na IV. nádvoří, prostory zde využívá Hradní stráž.
- Ozdobná mříž mezi pilíři se sochami. Volná strana nádvoří je členěna osmi pilíři (pylony) z pískovcových kvádrů: prostřední dva mohutnější nesou sousoší Souboj Titánů, sousední levý říšskou orlici s putti, pravý lva s korunkou a putti, krajní čtyři pilíře jsou osazeny vázami s putti. Sochařskou výzdobu provedli na začátku 20. století Čeněk Vosmík a Antonín Procházka podle originálů z dílny I. F. Platzera. Prostor mezi pilíři zdobí kovaná rokoková mříž: prostřední hl. vstup brána s klenutým nástavcem, krajní dvě pole menší brány a ostatní čtyři pole jednodušší mříž.
- Vlajkové stožáry před Matyášovou bránou z moravských jedlí, mohutné, do 25m výše do špice se zužující, usazené na nízkých širokých čtvercových žulových soklech. Podle Plečnikova návrhu postaveny v roce 1925.
- Dlažba z požárecké žuly realizovaná Plečnikem v roce 1922. Drobnější dlaždice naznačují cesty k Matyášově bráně, původnímu vstupu do Sloupové síně a k pravému průjezdu na II. nádvoří.